# Ekolingvistika
Ekolingvistika nebo také ekologická lingvistika, je obor, který vznikl v 90. letech 20. století rozšířením sociolingvistiky. Toto nové paradigma bere v úvahu nejen společenský kontext, ve kterém je umístěn jazyk, ale i širší ekologický kontext, zahrnující i jiné druhy než člověka a fyzické prostředí.
Pionýrem ekolingvistiky byl americký lingvista Einar Haugen, který roku 1972 popsal souvislosti sociolingvistiky a psycholingvistiky ve své práci The Ecology of Language. Ale obvykle až přednáška Michaela Hallidaye z roku 1990 New ways of Meaning: the challenge to applied linguistics je v lingvistice považována za klíčový podnět k zamyšlení se nad ekologickými souvislostmi jazyka a důsledky jazykového jednání na prostředí. Halliday vyslovil také výzvu, aby se lingvistika stala oborem relevantním pro řešení současných problémů, zejména rozsáhlého ničení ekosystémů. Hlavním příkladem, který Halliday uvedl, byl „ekonomický růst“: „nespočet textů opakovaných denně po celém světě obsahuje jednoduchou zprávu: růst je dobrý. Hodně je lepší než málo, více je lepší než méně, velké je lepší než malé, růst je lepší než pokles“, což vede k ničení životního prostředí.

## Přehled
Po Hallidayově přednášce se ekolingvistika vyvinula v několika směry a využívá řadu lingvistických nástrojů ke zkoumání jazyka v ekologickém kontextu. Mezinárodní asociace pro ekolingvistiku (The International Ecolinguistics Association) definuje ekolingvistiku takto:
„Ekolingvistika zkoumá roli jazyka v život udržujících interakcích lidí, jiných druhů a fyzického prostředí. Prvním cílem je vyvinout lingvistické teorie, které chápou člověka nejen jako součást společnosti, ale také jako součást větších ekosystémů, na nichž závisí život. Druhým cílem je ukázat, jak lze lingvistiku použít k řešení klíčových ekologických problémů, od současné změny klimatu a ztráty biodiverzity, až po environmentální spravedlnost.“
Tímto způsobem „eko“ v názvu ekolingvistika odpovídá ekologii v jejím doslovném smyslu: vztahům mezi organismy (včetně lidí) s jinými organismy a fyzickým prostředím. Toto je pojetí sdílené i s ostatními environmentálními humanitními disciplínami, jako je ekoritika a ekopsychologie.
Anglický termín „ecolinguistics“ byl také používán v metaforickém smyslu ekologie, například „jazyková ekologie“, a to způsoby, které nezahrnují zohledňování jiných druhů nebo fyzického prostředí. Toto je v současné době méně rozšířené.
Dalším aspektem ekolingvistiky je jazyková rozmanitost a začlenění tradičních znalostí místních jazyků o životním prostředí. Kniha Davida Abrama z roku 1996 Kouzlo smyslů: vnímání a jazyk ve více než lidském světě popisuje, jak širší prostředí („více než lidský svět“) formuje jazyk orálních tradic a pomáhá lidem přizpůsobit se svému prostředí a žít v něm udržitelným způsobem. Podle Abrama psaní postupně odcizilo lidi v kulturách používajících písmo od přírodního světa. Člověk ztrácí schopnost vyprávět příběhy krajiny a tak se ztrácí nejen tyto příběhy, ale i schopnost orientace ve světě – smysl světa. Jelikož se dominující jazyky, jako je angličtina, šíří po celém světě, ztrácejí se znalosti lokálních kultur o životním prostředí. Přitom podle Abrama jazyk vychází z našeho kontaktu a propojení s přírodou, lidé pouze přerušili svou sounáležitost s ní. Abram ukazuje, že je možné ji obnovit.
Ekolingvistika má dvě hlavní oblasti zájmu. První lze nazvat jako „environmentální analýzu jazyka“ a druhou jako „jazykovou rozmanitost“.

## Environmentální analýza jazyka
Environmentální analýza jazyka čerpá z široké škály lingvistických nástrojů, včetně kritické analýzy diskurzu, teorie rámcování, kognitivní lingvistiky, teorie identity, rétoriky a systémové funkční gramatiky, aby odhalila základní světonázory nebo příběhy, kterými žijeme. Příběhy, kterými žijeme, jsou kognitivní struktury v myslích jednotlivců nebo společnosti (sociální poznání), které ovlivňují to, jak se lidé chovají k sobě navzájem, k ostatním zvířatům, rostlinám, lesům, řekám a fyzickému prostředí. Příběhy jsou zkoumány z hlediska životního prostředí s odkazem na environmentální rámec (ekosofii) a jsou posuzovány tak, aby povzbuzovaly lidi k ochraně ekosystémů nebo podporovaly chování, které tyto ekosystémy poškozuje. Ekolingvistika se snaží o změnu ve světě tím, že se brání destruktivním příběhům a přispívá hledáním nových prospěšných příběhů, kterými můžeme žít. Příběhy, o kterých ekolingvisté tvrdí, že jsou destruktivní, se týkají konzumerismu, neomezeného ekonomického růstu, reklamy, intenzivního zemědělství a témat, která představují přírodu jako stroj nebo zdroj. Pomocí „pozitivní analýzy diskurzu“ hledala ekolingvistika prostřednictvím zkoumání literatury o přírodě, poezie, environmentálního literatury a tradičních jazykových forem po celém světě nové příběhy, kterými bychom mohli žít..
Tato forma analýzy začala aplikací kritické analýzy diskurzu na texty o environmentalismu, aby odhalila skryté předpoklady a zprávy a posuzovala jejich účinnost na snahy dosáhnout daných environmentálních cílů (např. Harré a kol. 1999). Poté byla rozvinuta tak, aby zahrnovala analýzu jakéhokoli diskurzu, který může potenciální důsledky pro budoucnost ekosystémů: např. neoliberální ekonomie, konzumerismus, gender, politika, zemědělství a příroda. Kognitivní přístup a koncept příběhů, kterými žijeme představil Arran Stibbe roku 2015 s osmi kategoriemi příběhů: ideologie, rámování, metafora, hodnocení, identita, přesvědčení, salience a výmaz. Kategorii výmazu podrobněji popsal na příkladu zvířat, která nejen, že mizí z životního prostředí, ale mizí také z našeho povědomí. Ukázal, jaký má vliv způsob používání jazyka na různé druhy zvířat a jak jsou zvířata obvykle zobrazována jako pasivní oběti nebo bezduché objekty. Srovnává toto vyjadřování s tradiční japonskou kulturou, jejíž literatura se vyznačuje vyšší agentivitou zvířat.

## Jazyková rozmanitost
Zkoumání jazykové rozmanitosti patří do ekolingvistiky kvůli souvislosti biologické rozmanitosti s rozmanitostí místních jazyků. Tento vztah vzniká kvůli kulturní adaptaci na prostředí, která je zakódována v místních jazycích. Síla globalizace zapříčiňuje nahrazování místních jazyků jazyky dominantními, např. angličtiny. To vede ke ztrátě místních kultur a důležitých tradičních ekologických znalostí, obsažených v jejich jazycích. Ekolingvistický výzkum si klade za cíl chránit jak kulturní rozmanitost, tak jazykovou rozmanitost, která ji podporuje. Dle stanoviska programu OSN pro životní prostředí:
"Biodiverzita také zahrnuje lidskou kulturní diverzitu, která může být ovlivněna stejnými faktory jako biodiverzita, a která má dopad na genetickou diverzitu, ostatní druhy a ekosystémy."
Nettle a Romaine (2000: 166) píšou, že citlivá prostředí (zejména tropická) musí být spravována pomocí péče a dovedností, kterými disponuje domorodé obyvatelstvo, jelikož v nich úspěšně žilo po stovky generací. Tyto znalosti jsou zakódovány v domorodých jazycích a rychle se ztrácí.“ Mühlhaüsler uvádí: „rychlý pokles světové jazykové diverzity tedy musí být vnímán těmi, kdo vnímají spojení mezi jazykovou a biologickou diverzitou, s obavami.